# Campionati del mondo di BMX 2018
I Campionati del mondo di BMX 2018, ventitreesima edizione della competizione, si svolti a Baku, in Azerbaigian, dal 5 al 9 giugno.

## Medagliere
| Posiz. | Nazione     | Oro | Argento | Bronzo | Totale |
| ------ | ----------- | --- | ------- | ------ | ------ |
| 1      | Paesi Bassi | 2   | 1       | 1      | 4      |
| 2      | Francia     | 2   | 1       | 0      | 3      |
| 3      | Colombia    | 0   | 1       | 1      | 2      |
| 4      | Svizzera    | 0   | 1       | 0      | 1      |
| 5      | Brasile     | 0   | 0       | 1      | 1      |
| 5      | Cile        | 0   | 0       | 1      | 1      |
| Totale | Totale      | 4   | 4       | 4      | 12     |

## Risultati
| Eventi                 | Oro                        | Argento                      | Bronzo                                   |
| Uomini                 |                            |                              |                                          |
| Gara Elite (dettagli)  | Sylvain Andre Francia      | Joris Daudet Francia         | Anderson Ezequiel De Souza Filho Brasile |
| Gara Junior (dettagli) | Léo Garoyan Francia        | Juan Camilo Ramírez Colombia | Mauricio Ignacio Molina Cile             |
| Donne                  |                            |                              |                                          |
| Gara Elite (dettagli)  | Laura Smulders Paesi Bassi | Merel Smulders Paesi Bassi   | Judy Baauw Paesi Bassi                   |
| Gara Junior (dettagli) | Indy Scheepers Paesi Bassi | Zoë Claessens Svizzera       | Gabriela Bolle Colombia                  |